# Elasmaria
Elasmaria je klad (vývojová skupina) iguanodontních ptakopánvých dinosaurů, žijících v období spodní až svrchní křídy na území dnešních jižních kontinentů (tehdy Gondwany) - Jižní Ameriky, Antarktidy a Austrálie. Formálně byl tento klad popsán trojicí argentinských paleontologů v roce 2007.

## Popis
Jednalo se o menší, štíhle stavěné a rychle běhající dinosaury. Pravděpodobně byli výhradně býložraví a žili v menších skupinách. Je možné, že byli dobře adaptovaní na podmínky chladného podnebí, protože mnozí žili za někdejším jižním polárním kruhem. Pravděpodobně tak byli endotermní a vybavení pernatým pokryvem, který pomáhal udržovat jejich tělesnou teplotu.

## Zástupci
- Anabisetia
- Atlascopcosaurus
- Diluvicursor
- Galleonosaurus
- Gasparinisaura
- Chakisaurus
- Isasicursor
- Leaellynasaura?[3]
- Macrogryphosaurus
- Mahuidacursor
- Morrosaurus[4]
- Notohypsilophodon?[5]
- Qantassaurus?
- Sektensaurus?
- Talenkauen
- Trinisaura